# Esther Moore

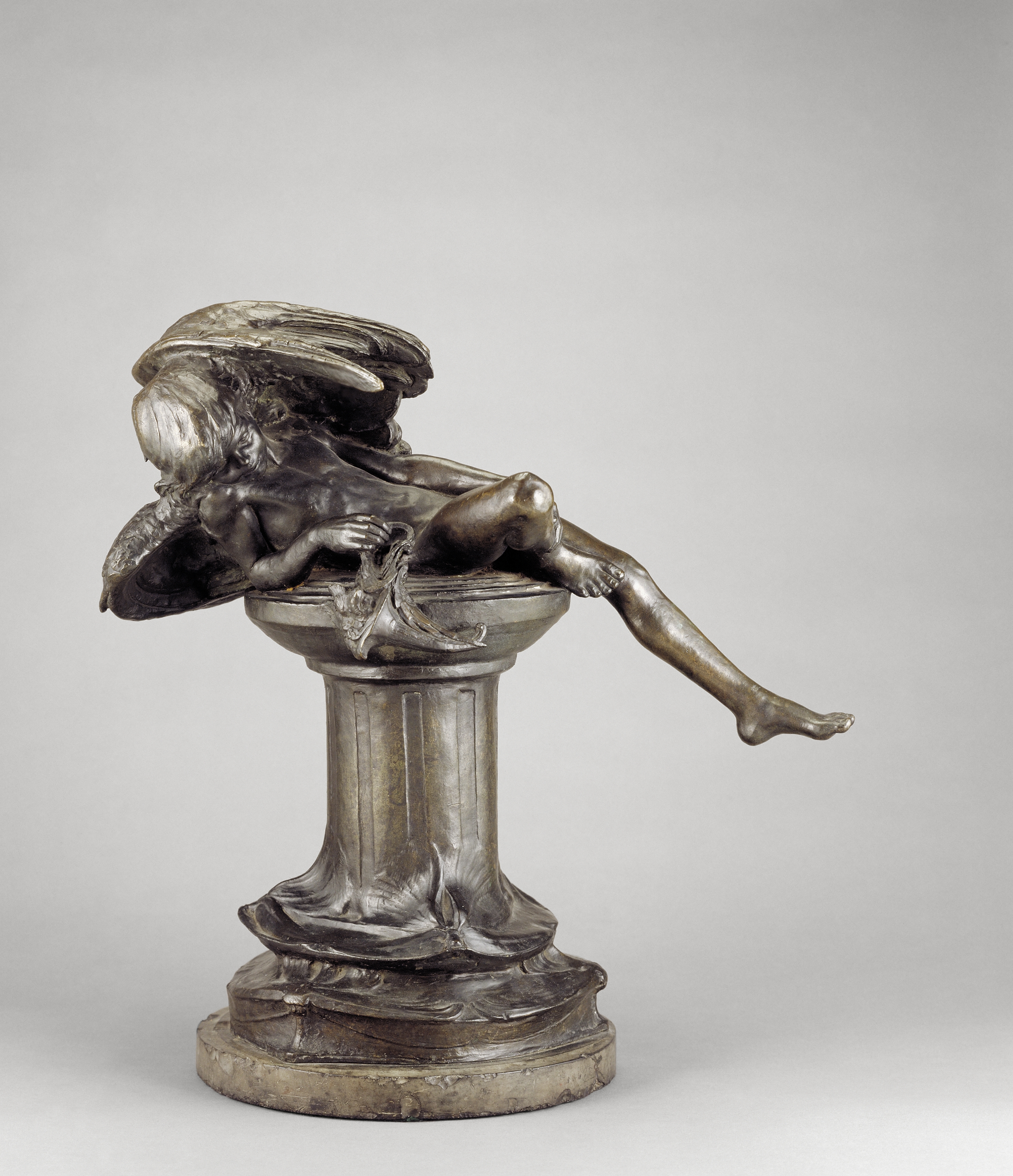
Esther Moore: Charmed Circle of Youth (Bronze, 56.5 × 54 × 34,3 cm). Minneapolis Institute of Art

Esther Mary Moore (* 6. November 1857 in Burnley, Lancashire, England; † 1934 in Devon, England) war eine britische Bildhauerin, die vor allem für ihre allegorischen und symbolistischen Werke bekannt ist.

## Leben
Esther Moore war die mittlere von drei Töchtern des Textilfabrikanten Henry Moore und seiner Frau Mary Margerison. Nach dem Tod ihrer Mutter zog die Familie zunächst nach Hampshire und in den 1890er Jahren schließlich nach Bedford Park in Chiswick, London. In ihren frühen Jahren arbeitete Moore als Silberschmiedin, bevor sie ein Stipendium für ein Studium an der National Art Training School (später Royal College of Art) in London erhielt. Sie studierte dort unter anderem bei George Frampton und William Blake Richmond. Ab 1890 begann sie, ihre Arbeiten an der Royal Academy auszustellen, was sie bis etwa 1920 fortsetzte. Ihre Werke wurden auch in verschiedenen Ausstellungen der Arts and Crafts Exhibition Society präsentiert.

## Werk
Esther Moores Arbeiten zeichnen sich durch eine poetische und symbolistische Ästhetik aus, die oft literarische oder mythologische Themen aufgreift. Zu ihren bekanntesten Werken gehören:
- The Charmed Circle of Youth (ca. 1903–1904): Eine Bronzeskulptur eines geflügelten, amorph anmutenden, liegenden Knaben, der ein Horn mit unklarer Füllung, möglicherweise Blumen oder Vögel, hält.[1]
- Sunset and Evensong (1896): Relief aus Silberbronze, das für die Arts and Crafts Exhibition Society entworfen wurde. Es wurde in Wachs modelliert und anschließend in Bronze gegossen.
- Electric Lamp (1903): Schwenkarm-Leuchtenhalter aus Bronze, der auf der Arts and Crafts Exhibition Society im Jahr 1903 gezeigt wurde.
- Shakespeare Cabinet (1903): Von C. Harrison Townsend entworfener Schrank mit von Esther Moore gestalteten Bronzetafeln.

Esther Moores Werke spiegeln die Ästhetik der Arts-and-Crafts-Bewegung wider, die Wert auf Handwerkskunst und die Verbindung von Kunst und Alltag legte. Ihre Arbeiten sind heute in verschiedenen Sammlungen vertreten, darunter im Minneapolis Institute of Art.